# Pangasovití
Pangasovití (Pangasiidae) jsou čeleď sumců. K červnu roku 2025 zahrnuje 30 druhů ve 4 rodech: Helicophagus Bleeker, 1857, Pangasianodon Chevey, 1931, Pangasius Valenciennes, 1840 a Pseudolais Vaillant, 1902.
Největší zástupce čeledi, pangas velký (Pangasianodon gigas), dorůstá maximální délky asi 3 m a hmotnosti přes 240 kg, snad až do 300 kg. Pangasovití se vyznačují zploštělým tělem, většinou dvěma páry krátkých vousků na hlavě, tukovou ploutvičkou oddělenou od ocasní ploutve a předsunutou hřbetní ploutví. Hřbetní ploutev nese 1–2 ostny a 5–7 měkkých paprsků, řitní ploutev nese 26–46 paprsků.
Pangasovití se přirozeně vyskytují zejména ve sladkých vodách Asie od Pákistánu po ostrov Borneo, ačkoli obývají i brakické a mořské prostředí. Čeleď je jednoznačně monofyletická, přičemž bazální linii zřejmě představuje rod Pangasianodon. Na základě morfologické podobnosti se pangasovití sdružovali společně se sumčíkovitými (Schilbeidae). Novější molekulárně-fylogenetické studie však poskytly jiné hypotézy, co se příbuzenstva pangasovitých s ostatními čeleděmi sumců týče. Nejstarším fosilním rodem pangasů je Cetopangasius z miocénu Thajska.
Pangasovití se těší velké oblibě jako konzumní ryby, zejména pak pangas spodnooký (Pangasianodon hypophthalmus), jenž pochází z delty Mekongu v jižní části Vietnamu, ale chová se po celém světě. Týž druh se dá jako jeden z mála držet i ve velkých domácích akváriích. Akvarijním chovancem bývá i pangas Larnaudův (Pangasius larnaudii), většina pangasů je však pro chov v zajetí nevhodná. Ve volné přírodě je několik druhů ohroženo vyhynutím, IUCN k červnu 2025 pokládá celkem 2 druhy za kriticky ohrožené, 1 druh za ohrožený a 1 druh za zranitelný (včetně pangase velkého a spodnookého).